# Federazione cestistica di Andorra
La Federació Andorrana de Basquetbol (acronimo FAB) è l'ente che controlla e organizza la pallacanestro in Andorra.
La federazione si è affiliata alla Federazione Internazionale Pallacanestro nel 1988. Ha sede ad Andorra la Vella.
La FAB controlla la nazionale maschile e femminile, ed il campionato maschile della Lliga Andorrana.